# Biserica Sfinții Apostoli din Viașu

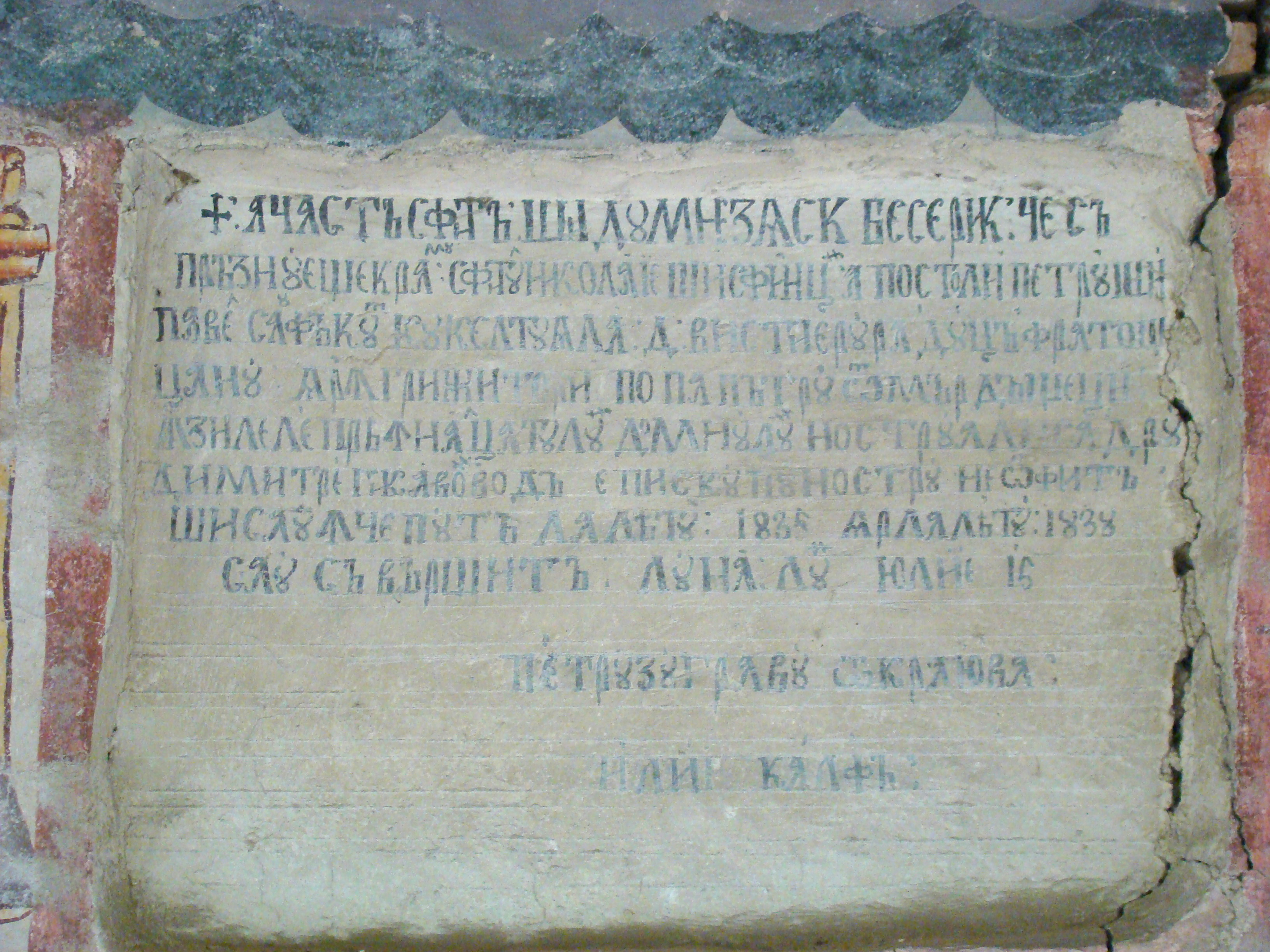
Pisanie

Biserica cu hramul „Sfinții Apostoli Petru și Pavel” este un monument istoric din satul Viașu (comuna Pătulele, județul Mehedinți). Biserica se află pe noua lista monumentelor istorice sub codul LMI:  MH-II-m-B-10438.

## Istoric și trăsături
Biserica a fost zidită în anul 1835, fiind construită din cărămidă arsă și acoperită cu șindrilă, pe cheltuiala pravoslavnicului vistiernic Radu Fratoștițeanu, proprietarul moșiei Viașu, cu îngrijirea lui Popa Pătru din Smărdășești. Biserica a fost înzestrată de către vechii proprietari cu un frumos policandru de alamă, precum și cu cărți de slujbă.
Pictura veche se mai păstrează în pronaos și pridvor. În anul 1902, acoperișul de șindrilă fiind deteriorat, a fost înlocuit cu tablă galvanizată, pe cheltuiala enoriașilor. În anul 1925, producându-se fisuri la boltă, a fost consolidată: s-au executat două centuri de fier în exterior, precum și legăturile de fier din interior, astfel încât biserica a rezistat la puternicul cutremur din anul 1940.Acoperișul de tablă s-a deteriorat încetul cu încetul, fiind refăcut partial în anul 1965, prin contribuția locuitorilor din satul Viașu.

## Imagini

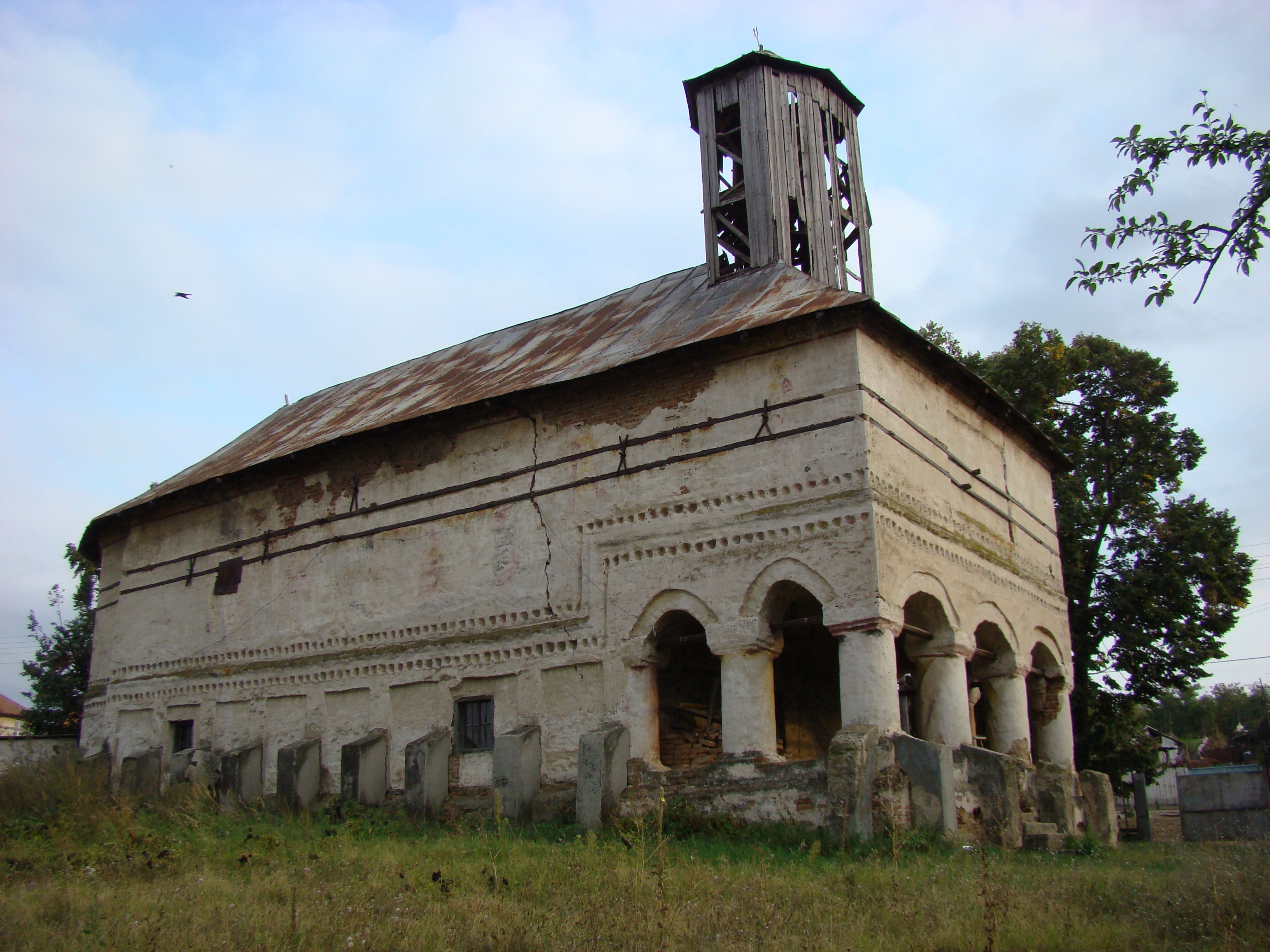
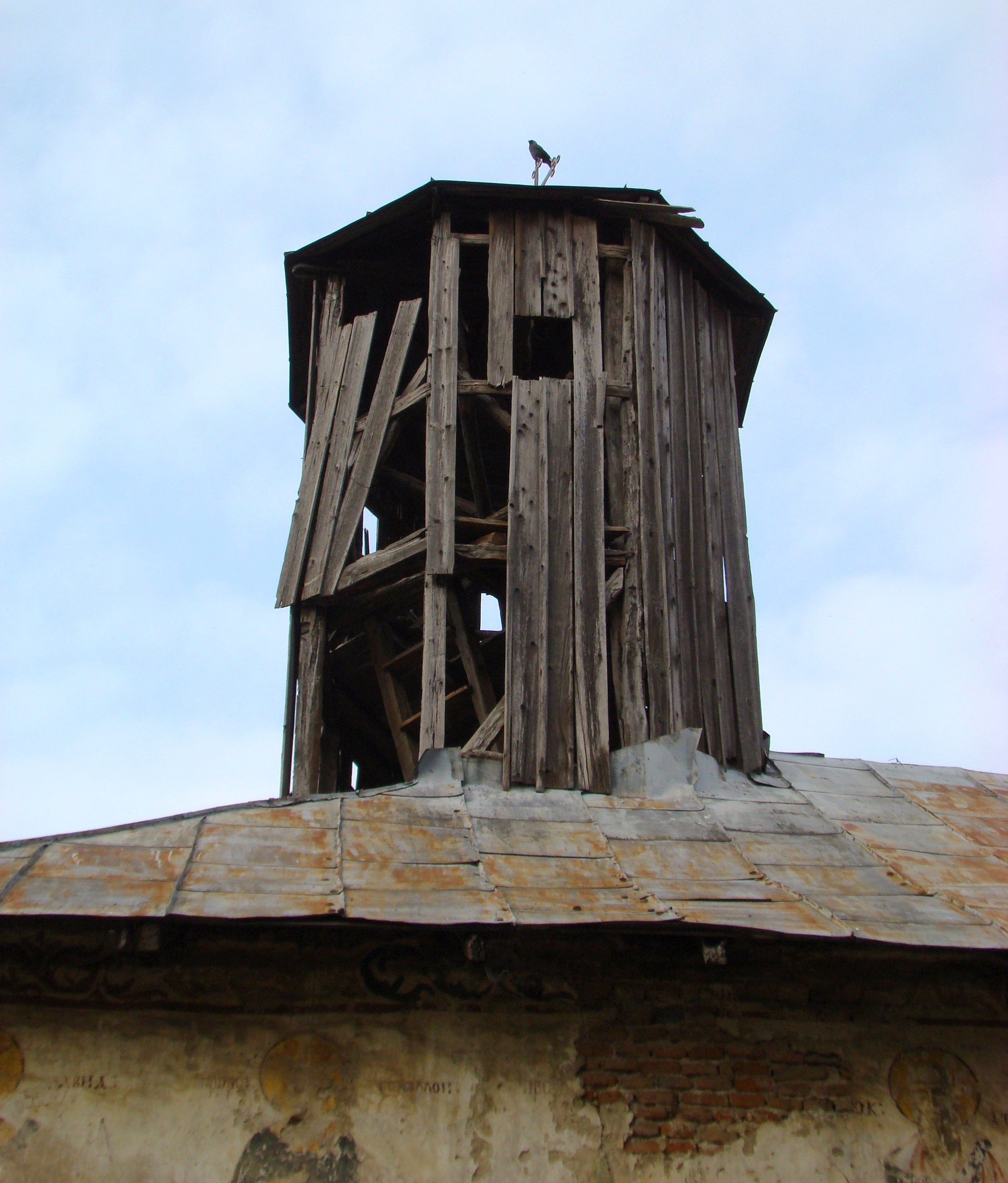
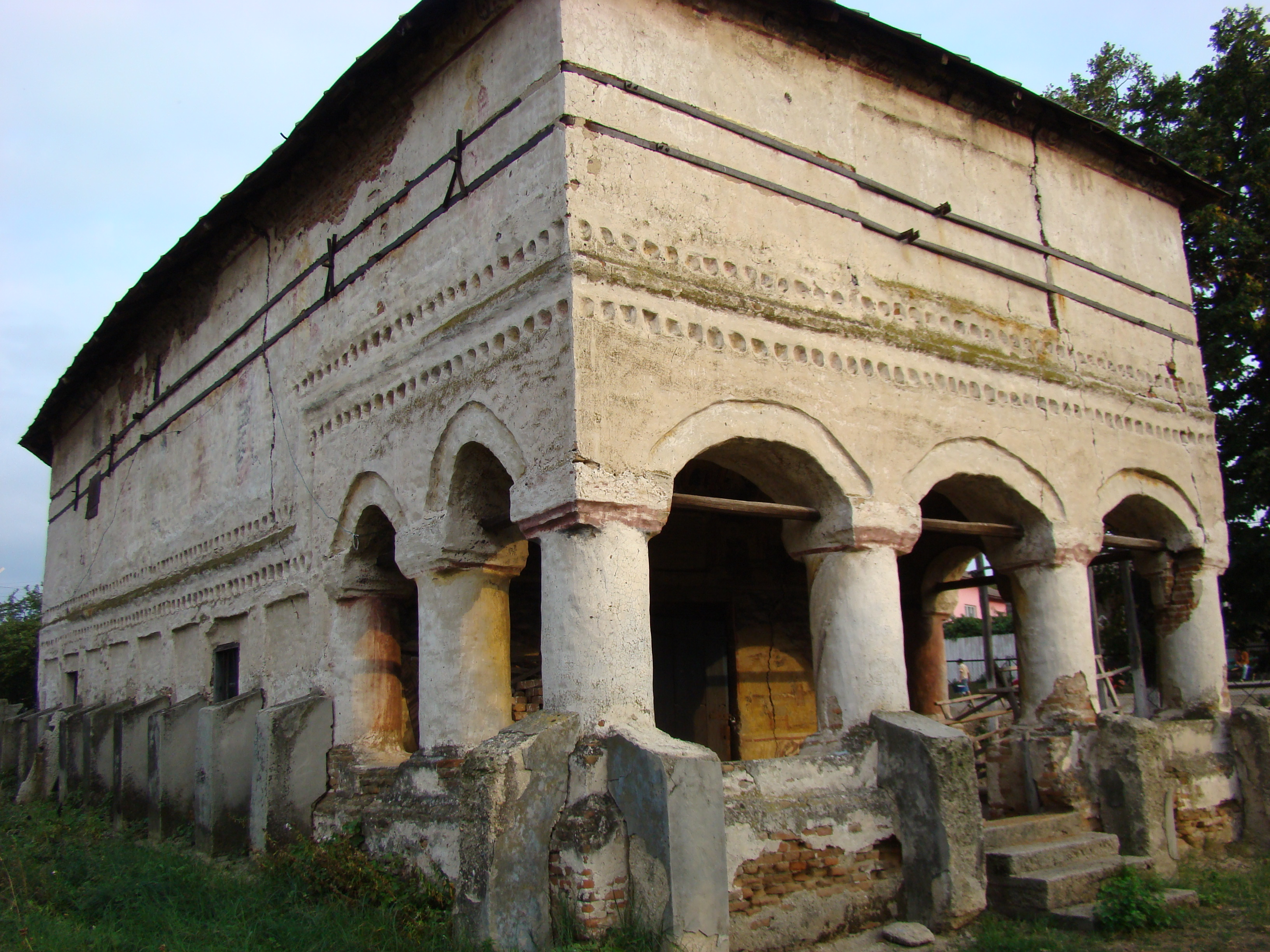
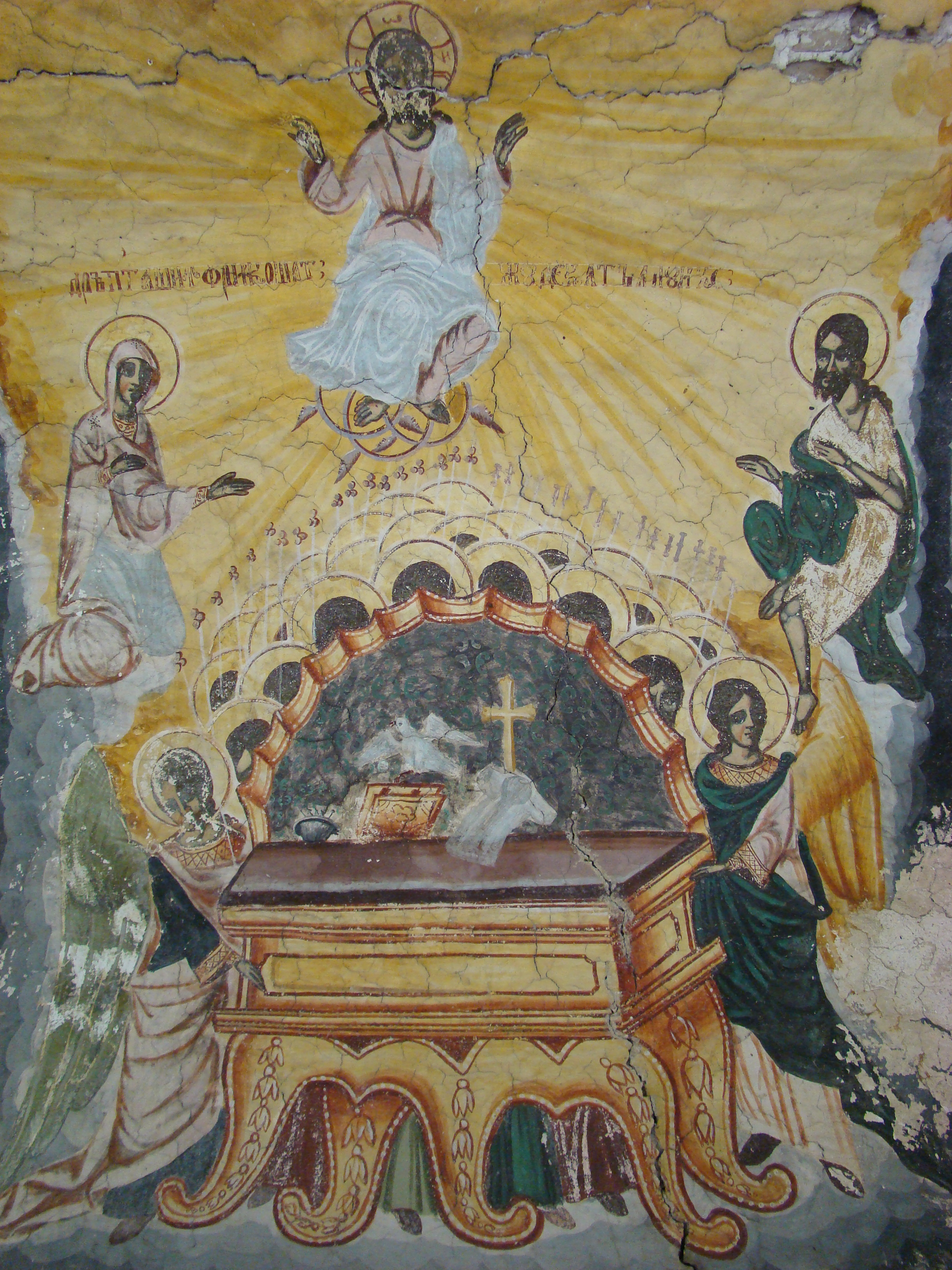
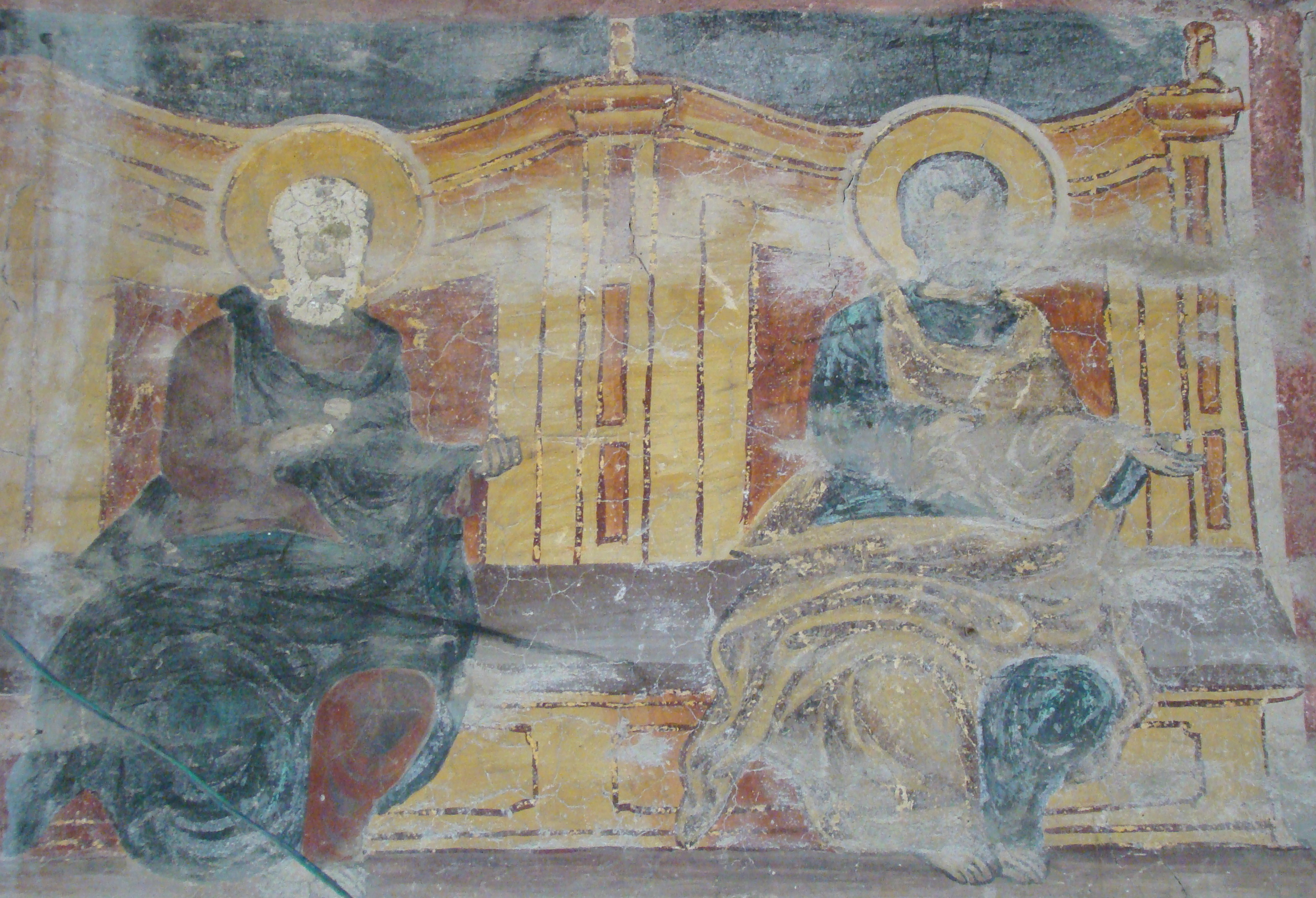
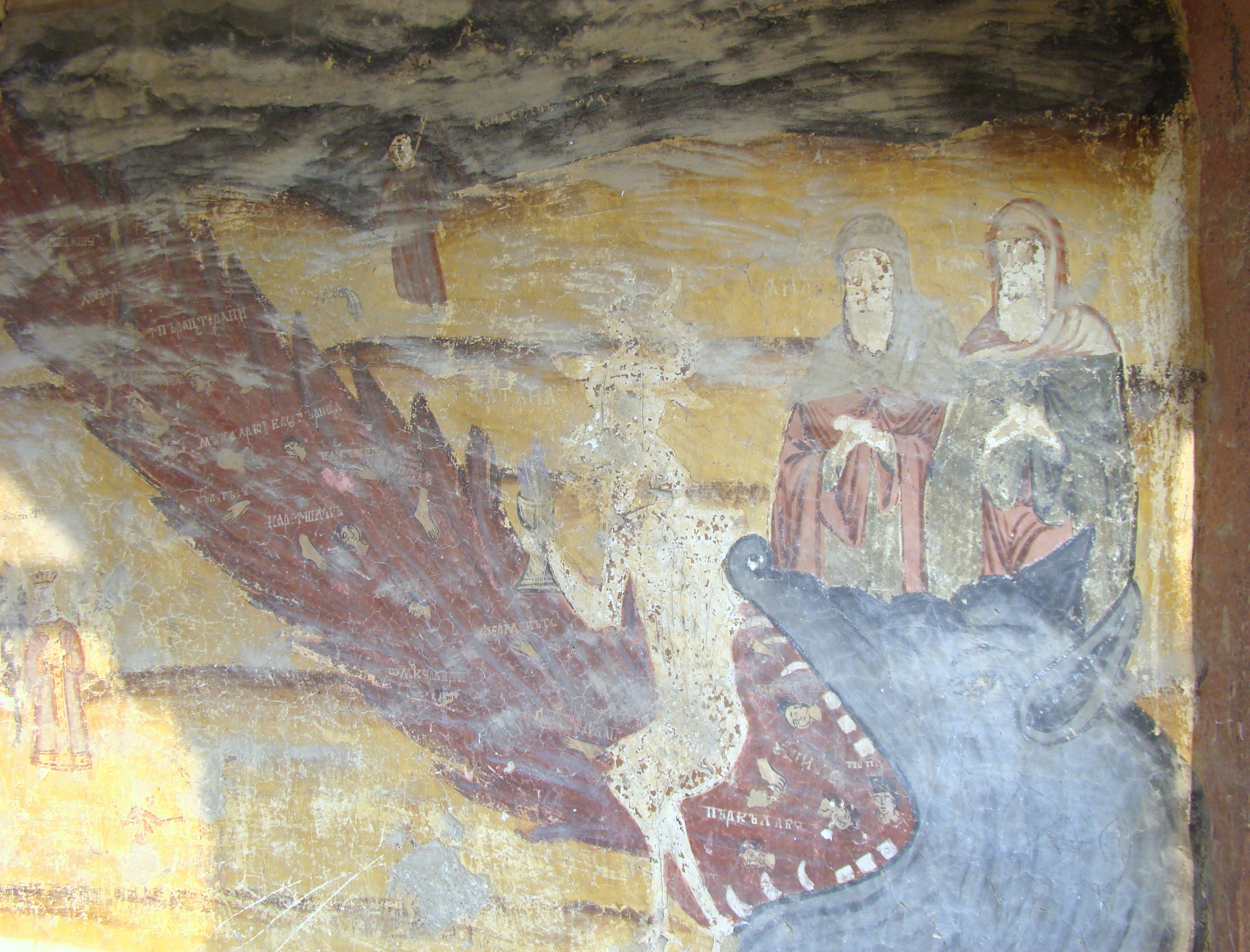
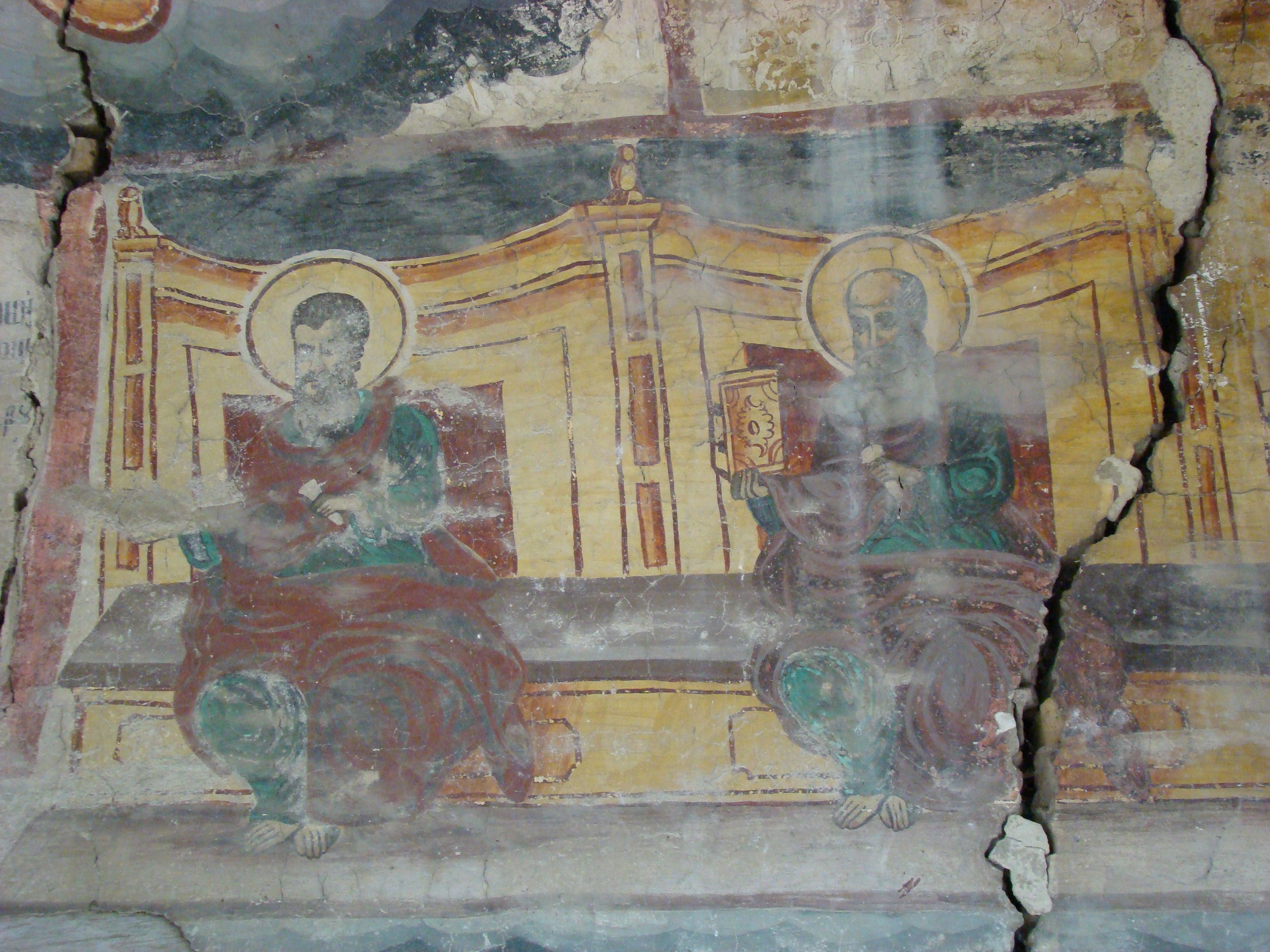
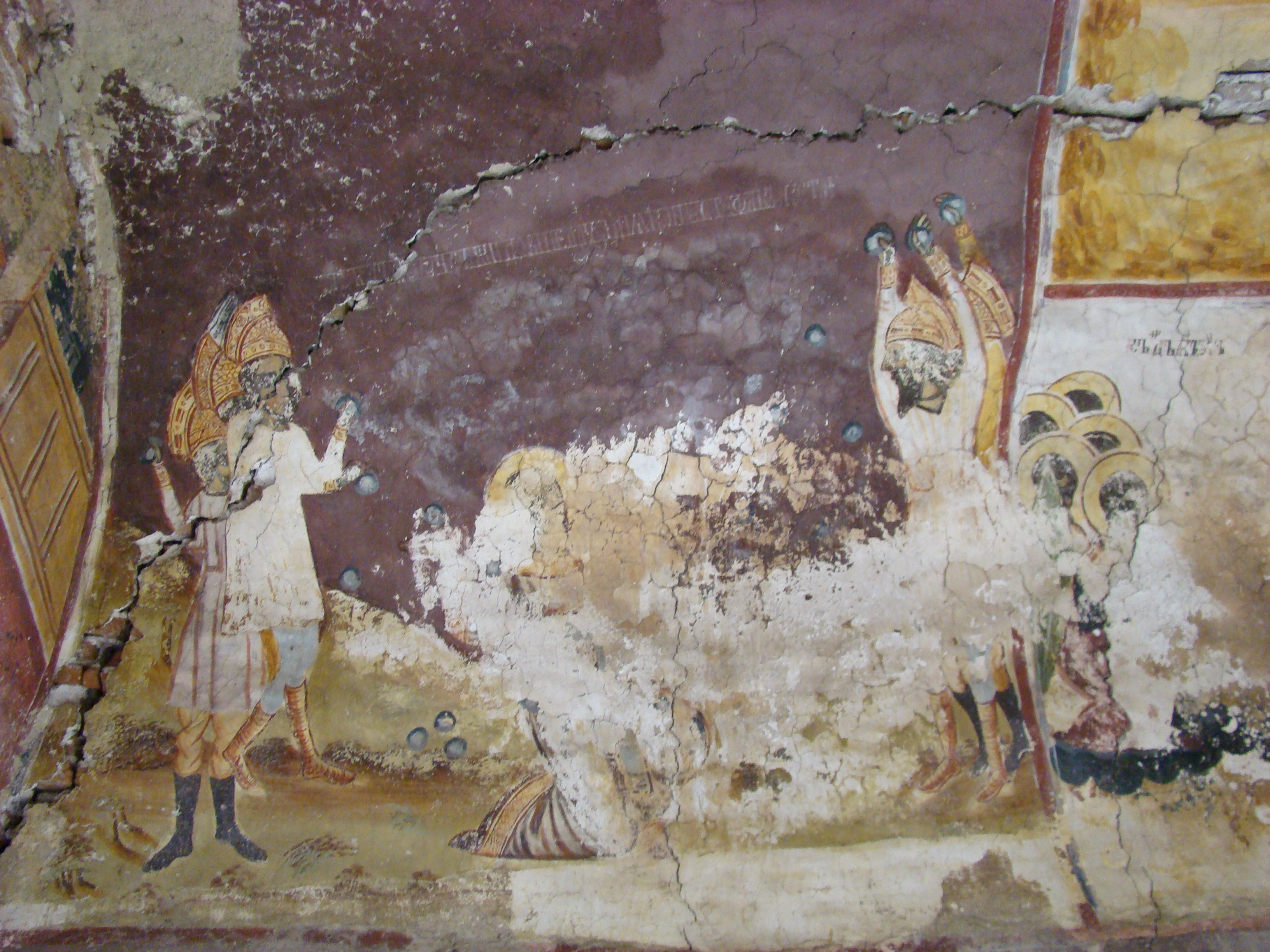
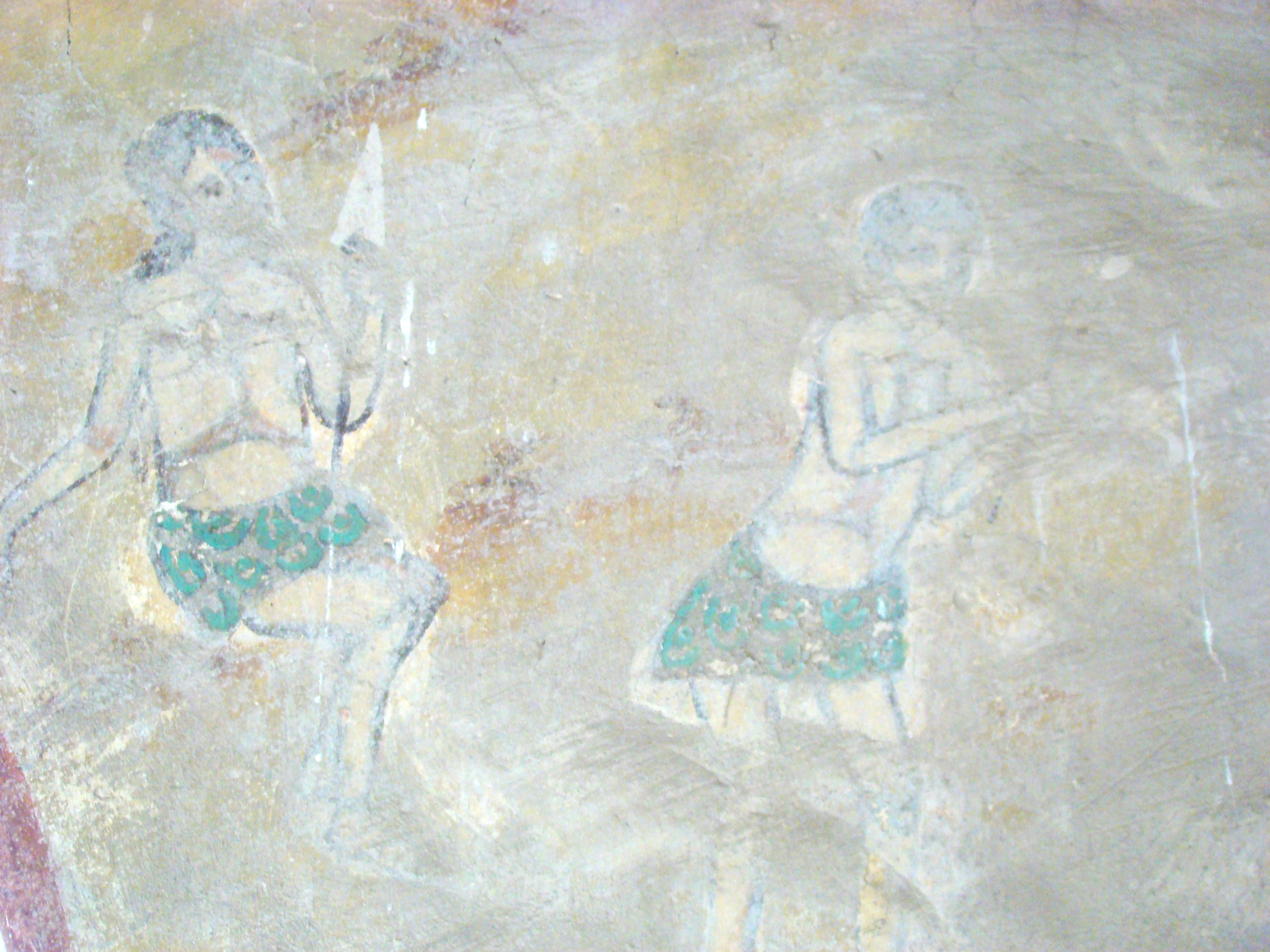
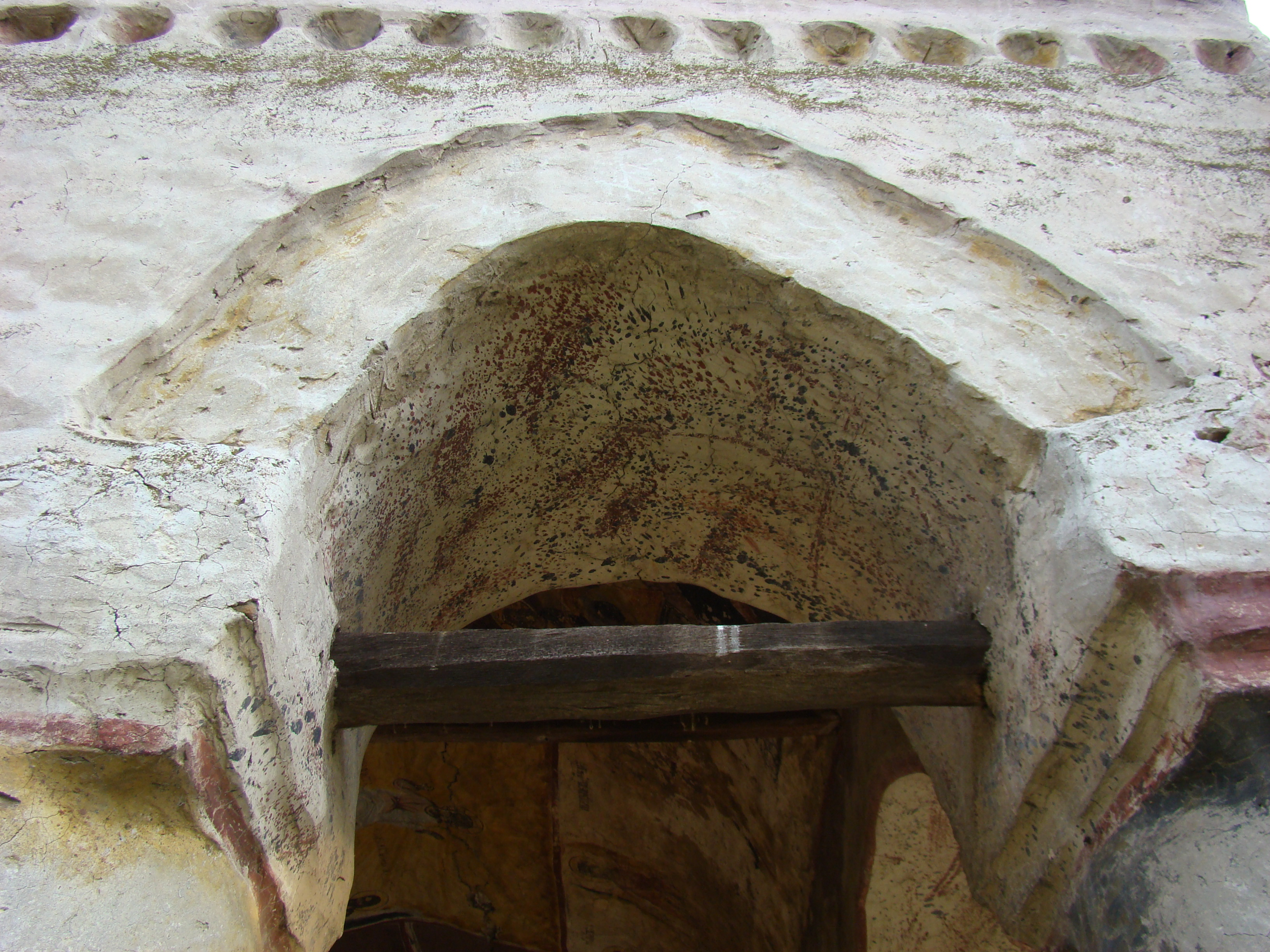
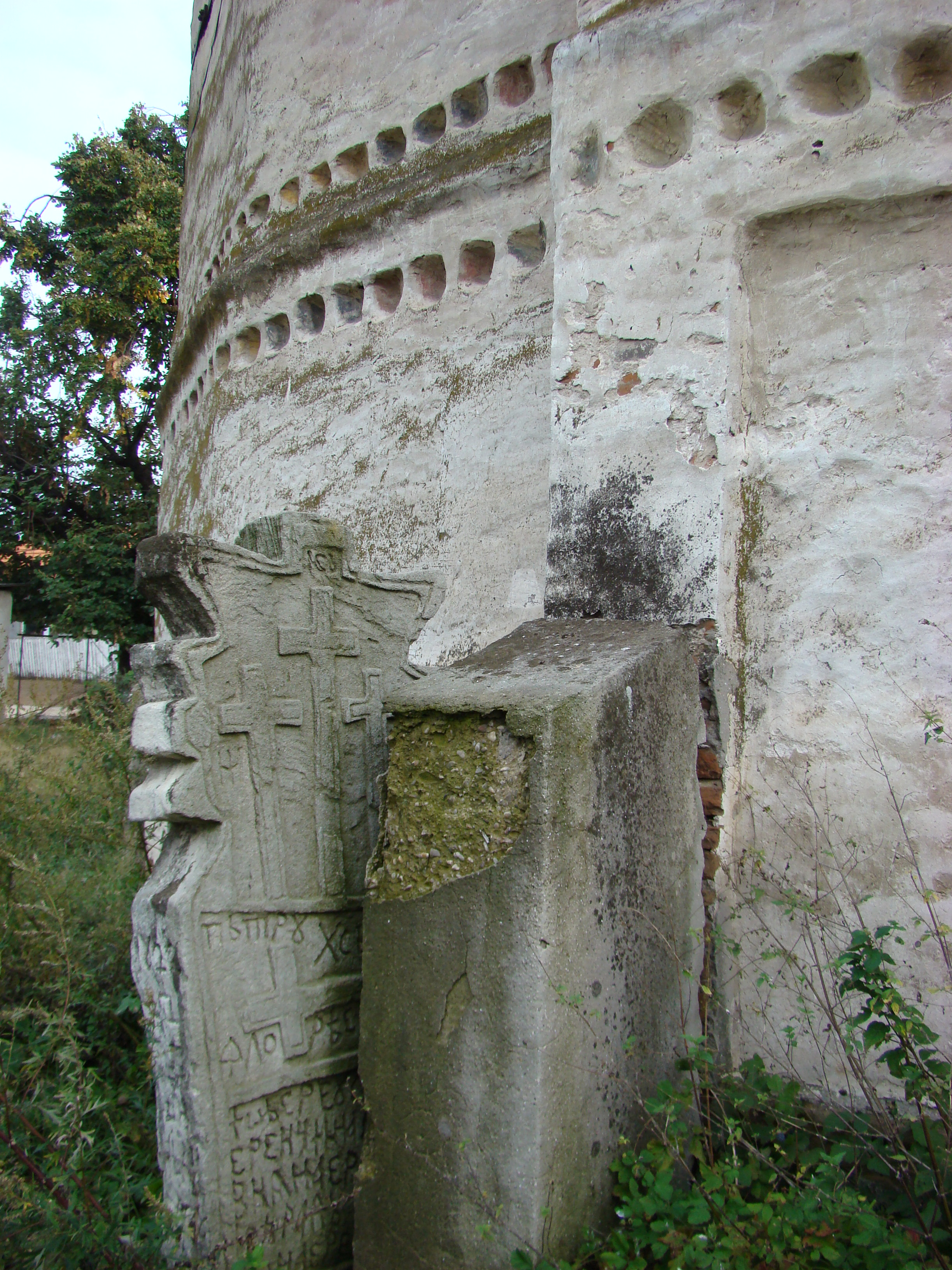
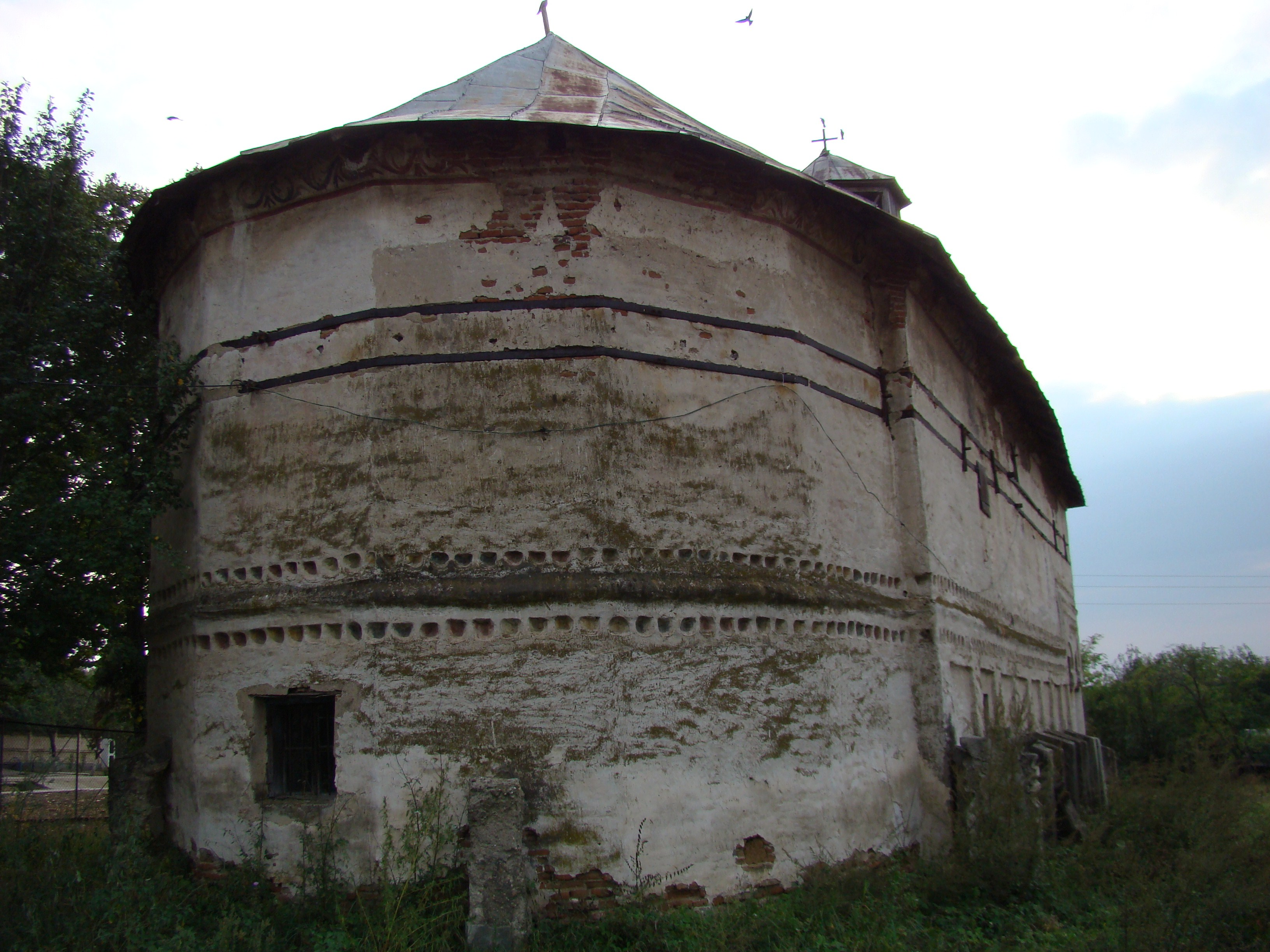
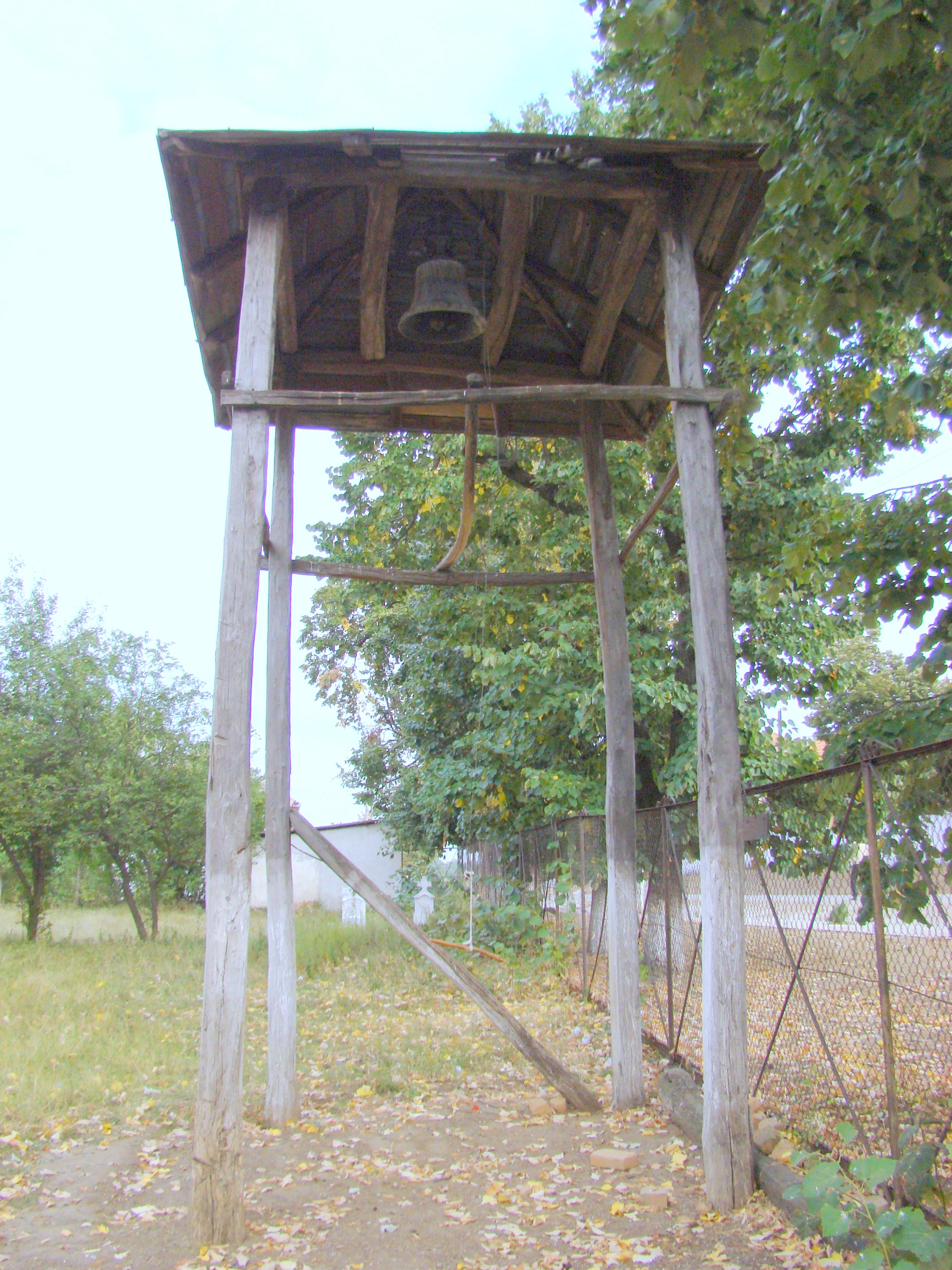
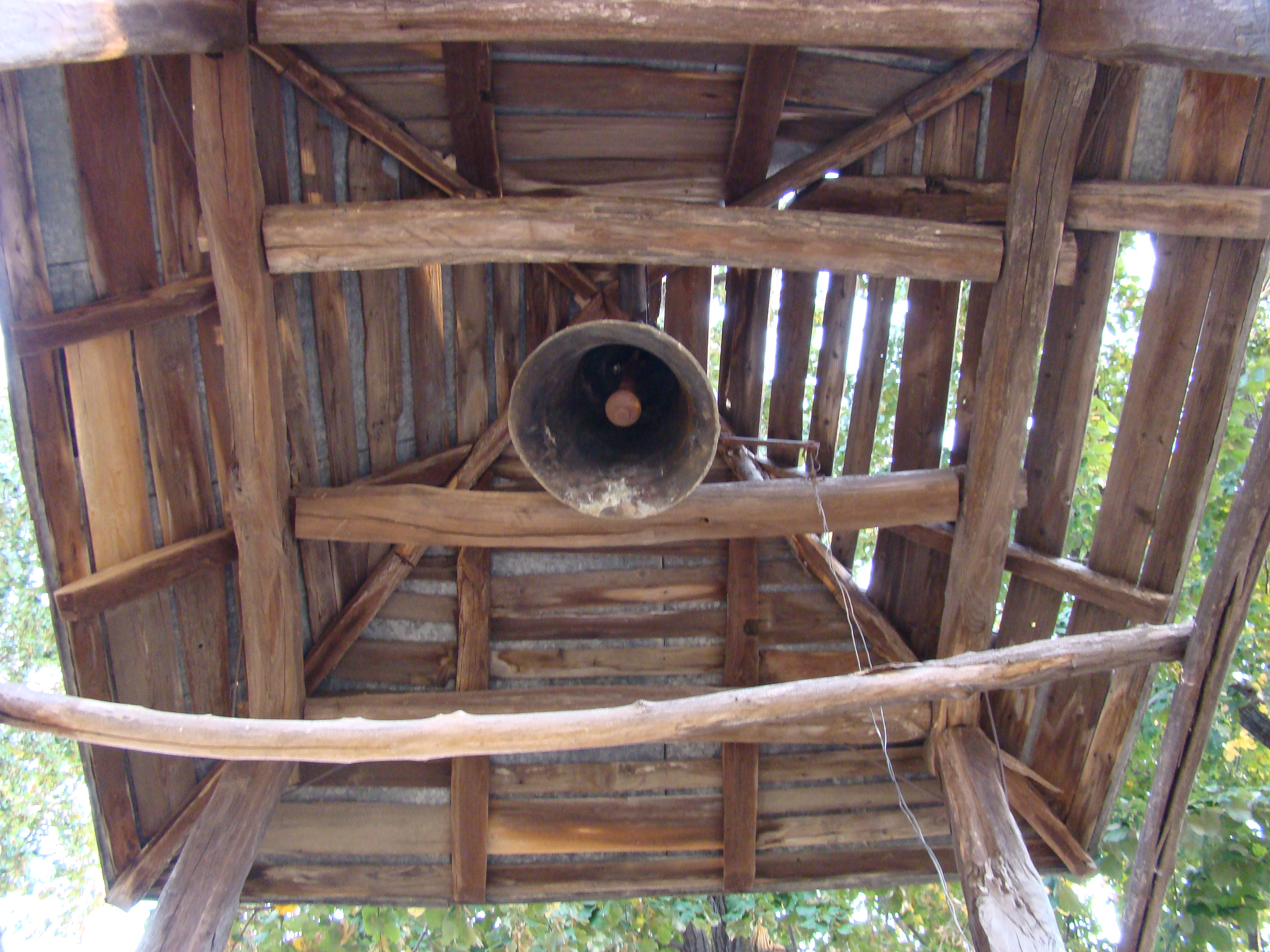
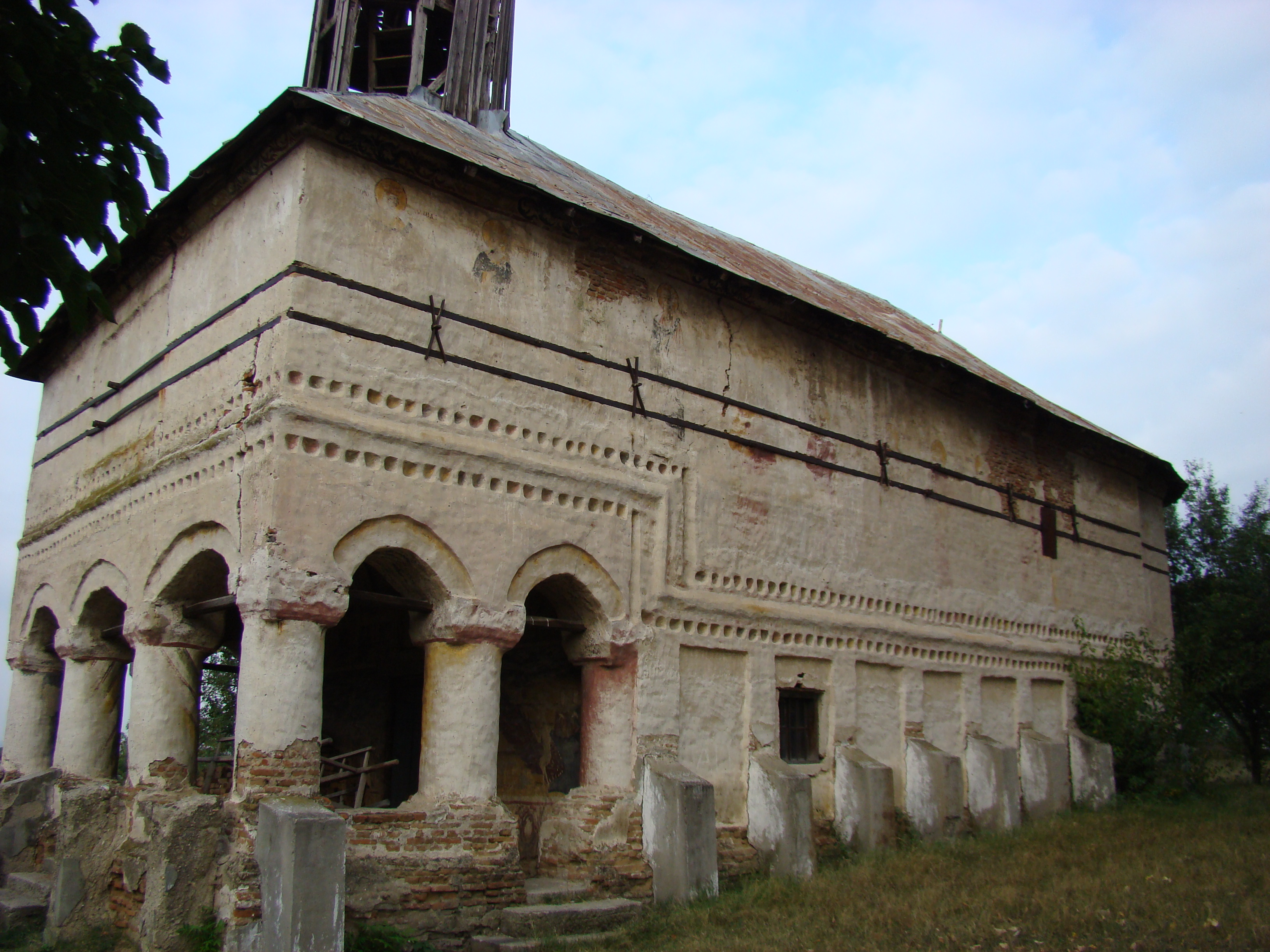
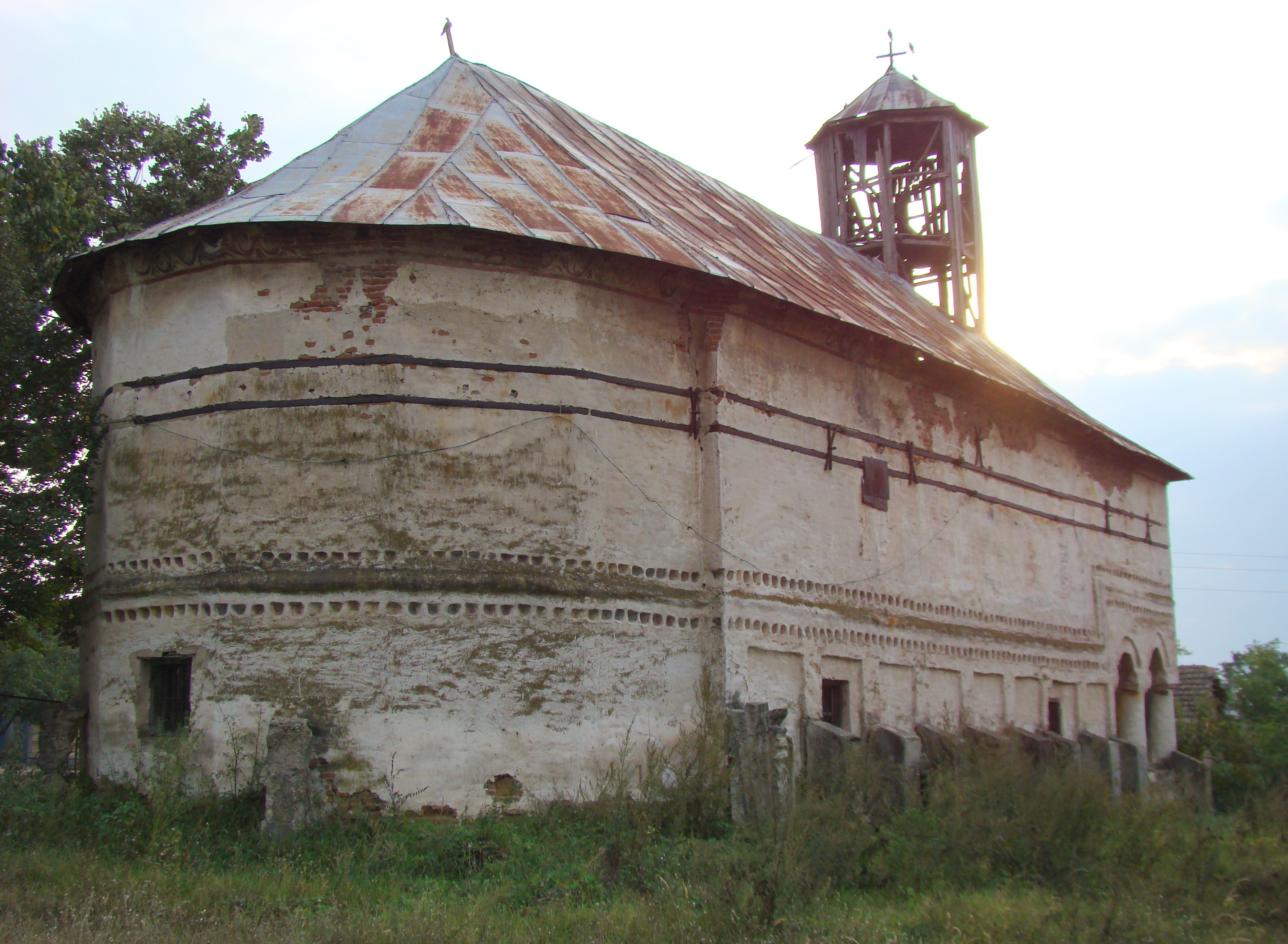

## Vezi și
- Viașu, Mehedinți

## Legături externe
- Fișă de monument
- Monumente istorice din România - Fișă și localizare de monument